# 羅亞爾頓鎮區 (密歇根州)
羅亞爾頓鎮區（英語：Royalton Township）是位於美國密歇根州貝林縣的一個行政鎮區。

## 地方資料
羅亞爾頓鎮區的面積為48.10平方千米，當中陸地面積為46.90平方千米，而水域面積為1.20平方千米。根據2020年美國人口普查的數據，當地共有人口5141人，而人口密度為每平方千米106.88人。